# Arkensteen
In de imaginaire wereld die de schrijver J.R.R. Tolkien in zijn boeken geschapen heeft is de Arkensteen (Engels: The Arkenstone), ook wel het Hart van de Berg (Engels: The Heart of the Mountain) genoemd, een edelsteen die een prominente rol speelt in de Hobbit.

## Betekenis
Arken is een woord dat in verband wordt gebracht met het Oudengelse woord eorcan, wat heilig betekende. Arkensteen zou dan de 'heilige steen' worden. Hierin lijkt het sterk op het Oudengelse woord voor de silmarillen: eorclanstánas.

## Geschiedenis
De Arkensteen werd gevonden door Thráin I, niet lang nadat hij en zijn volk de berg Erebor hadden bevolkt. De Dwergen bewerkten de Arkensteen tot grote schoonheid en deze kostbaarheid werd dan ook een belangrijk familie-erfstuk. De zoon van Thráin, Thorin I, verhuisde na de dood van zijn vader met een aanzienlijk deel van de clan naar de Ered Mithrin en nam daarbij ook de Arkensteen mee. Vele jaren gingen voorbij waarin de duistere krachten van Midden-aarde aan kracht wonnen. De Dwergen kregen te kampen met aanvallen van Orks en draken. Nadat Moria gevallen was en Dáin I gedood door een koud-draak besloot de zoon van Dáin I, Thrór, terug te keren naar Erebor. Niet alle Dwergen gingen met hem mee; een groot gedeelte volgde zijn broer Grór naar de IJzerheuvels.
De Arkensteen kwam zo weer op zijn oude plek terecht. De draak Smaug gooide echter roet in het eten. De machtige serpent had gehoord van de grote rijkdom van Erebor en overviel de Dwergenveste. Thráin II en zijn zoon Thorin Eikenschild wisten te ontkomen, maar de Arkensteen ging verloren.
Pas later, toen Thorin een expeditie op touw zette om de draak te verjagen zou de edelsteen weer boven water komen. Zoals omschreven in De Hobbit was Bilbo Balings een van Thorins compagnons tijdens deze missie. Bilbo vond de Arkensteen tussen de schatten waar Smaug zich op neer had gevleid, maar hield deze verborgen voor Thorin, die koste wat kost het erfstuk wilde bemachtigen. Na de dood van Smaug, door toedoen van Bard, kwamen de mensen van Esgaroth, die veel te lijden hadden gehad onder de draak, een deel van de schatten van de Dwergen opeisen. Thorin weigerde dit echter waarop Bilbo in het geheim de Arkensteen aan Bard gaf. Het geschil nam vervolgens grimmige vormen aan. De komst van een groot leger van aardmannen uit de nevelbergen dwong de Dwergen en mensen de handen ineen te slaan om de Slag van Vijf Legers te winnen. Thorin sneuvelde tijdens de slag en werd begraven met zijn zwaard, Orcrist, en de Arkensteen op zijn borst in de diepten van de eenzame berg.